# 1837년 영국 총선
1837년 영국 총선은 윌리엄 4세가 죽고 빅토리아 여왕이 즉위하면서 새로 의회를 소집하기 위해 치러진 총선이다.

## 선거 결과
정당별 의석수
| 정당   | 의석수 |
| ------ | ------ |
| 휘그당 | 344    |
| 보수당 | 314    |
| 합계   | 658    |

정당 득표율
| 정당   | 득표수  | 득표율 |
| ------ | ------- | ------ |
| 휘그당 | 418,331 | 52.4%  |
| 보수당 | 379,694 | 47.6%  |